# 우주 경쟁

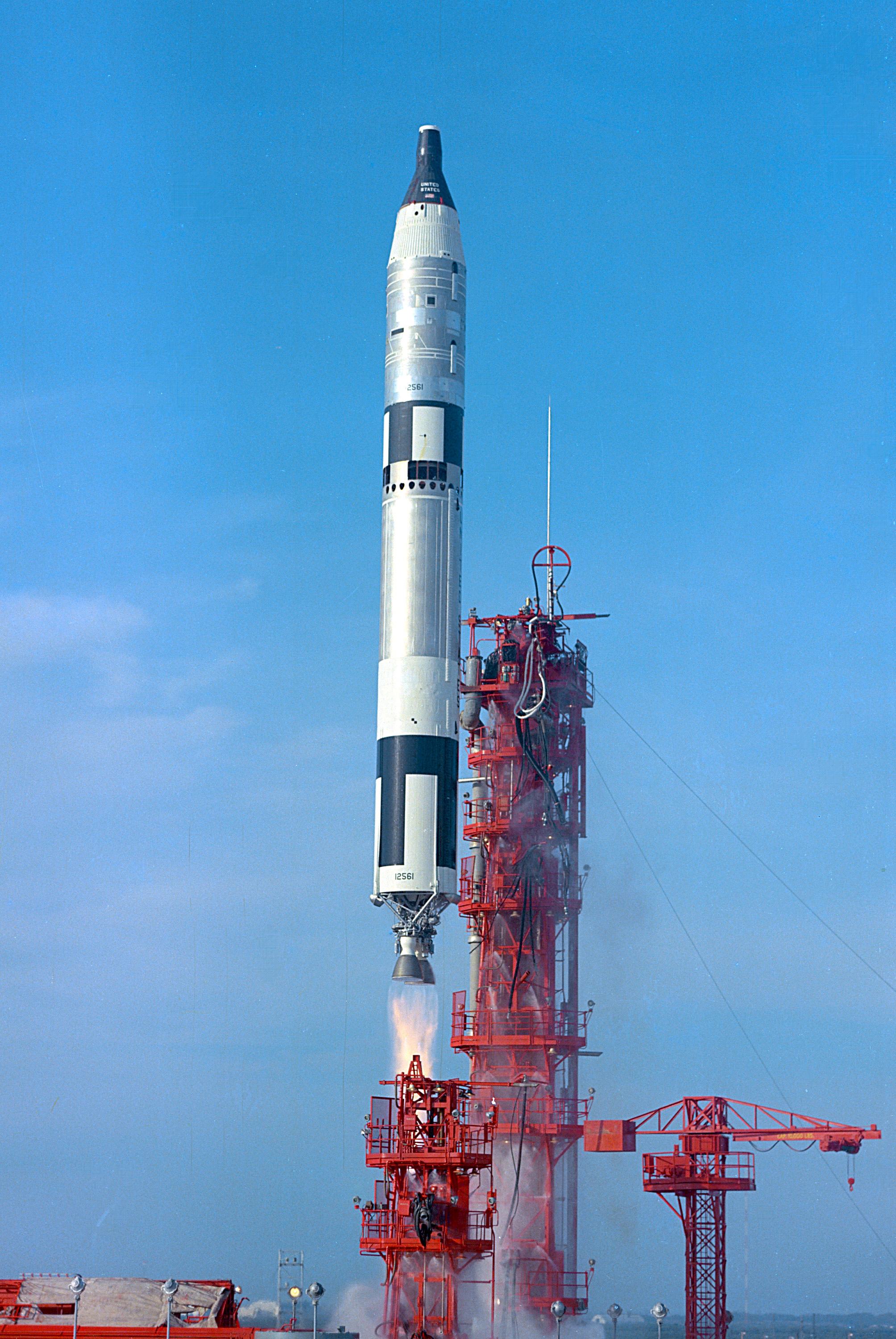
미국의 제미니 계획을 위한 타이탄 II GLV 로켓은 1960년대에 12대의 우주선을 발사했다.

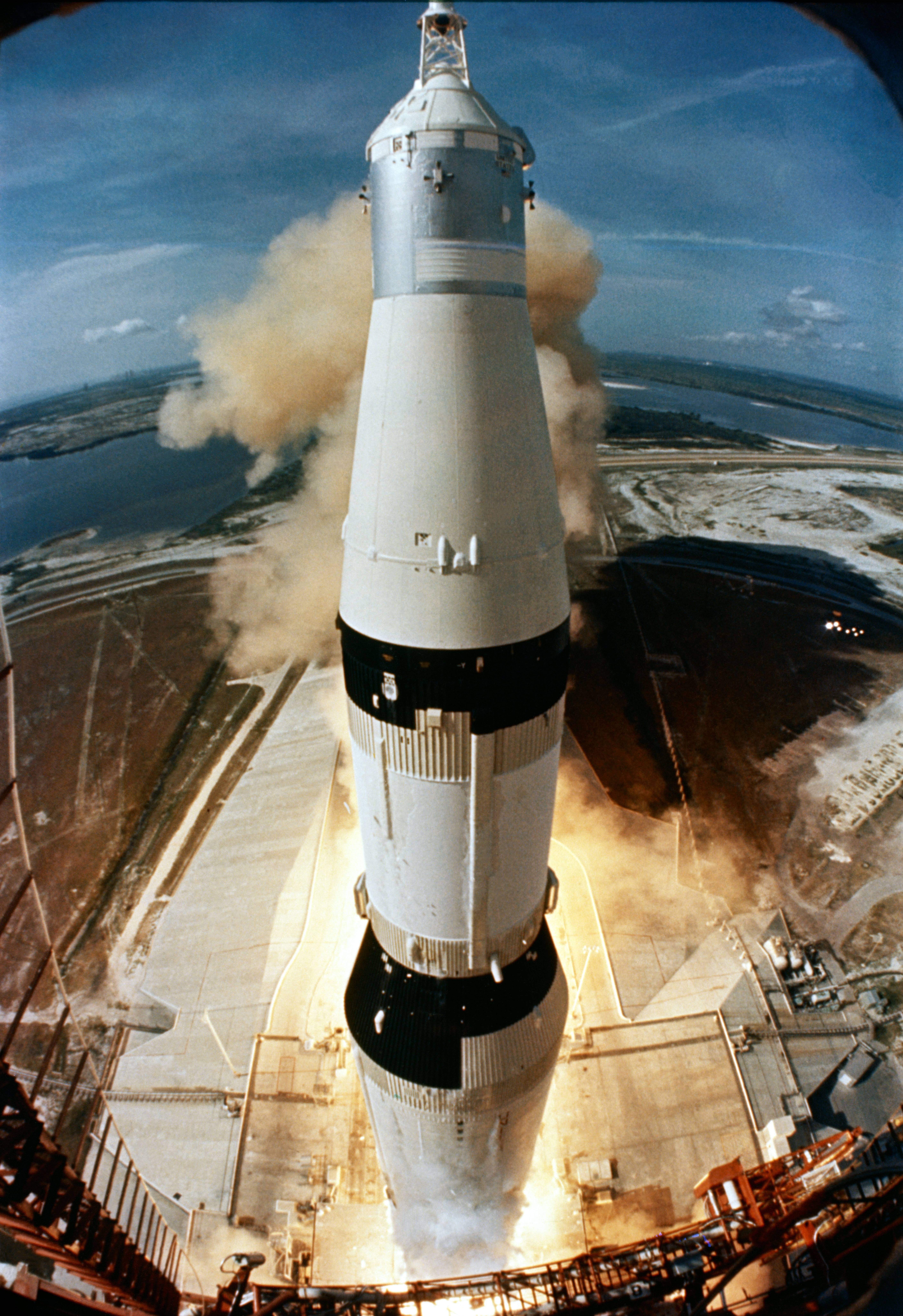
아폴로 11호를 발사한 새턴 V 로켓

우주 경쟁(한국 한자: 宇宙競爭) 또는 스페이스 레이스(영어: Space Race)은 냉전 당시 미국과 소비에트 연방이 우주 개발을 놓고 벌인 경쟁이다. 이 과정에서 인공위성을 통해 우주 공간을 탐사하였으며, 인간을 우주에 보내고 달에 착륙하기도 하였다.
우주 경쟁은 1957년 10월 4일 소비에트 연방이 세계 최초의 인공위성 스푸트니크 1호를 쏘아올리면서 시작되었다. 우주 경쟁은 군비 경쟁과 비슷한 데서 나온 표현이다. 우주 경쟁은 냉전 당시 미국과 소비에트 연방의 문화적, 기술적, 이념적 대립의 중요한 부분이 되었다. 우주 기술은 이런 경쟁 중 특히 중요하였는데, 우주 기술이 군사 분야에 응용되었고 국민과 국가의 자존심이 걸린 문제였기 때문이었다.

## 개요
1957년부터 1975년 사이에 계속된 이 경쟁에서 인공 위성을 발사하고 사람을 우주에 보내고 달에 사람을 착륙시키기 위한 계획이 병행되었다.
이 경쟁의 발단은 초기 로켓 기술의 경쟁과 제2차 세계 대전 후의 국제적인 긴장 속에 이미 있었지만, 실제로 시작된 것은 1957년 10월 4일 소비에트 연방에 의한 스푸트니크 1호 발사로 인한 스푸트니크 쇼크였다. 우주 경쟁이라는 용어는 공식 용어가 아니라, 군비 경쟁에서 나온 말이다.
우주 경쟁은 냉전 중, 미국과 소비에트 연방의 문화와 과학 기술의 경쟁에서 결정적인 역할을 했다. 우주 기술은 미사일 등 군사 기술에 응용할 수 있는 것으로, 국민의 자존심과 사기, 국제적 이미지 제고에 미치는 영향이 큰 심리적 이익이 있다고 생각했기 때문에, 양국의 경쟁과 마찰의 주요 무대였다. 초반에는 소련이 우주 개발 사상 최초의 성과를 독점했지만, 미국은 가장 인상적인 달 착륙을 성공시켰다.
미국이 일단 승리하였지만, 쌍방이 경쟁으로 피폐해져서 거액의 비용이 필요한 유인 달 탐사는 정치적인 임무를 마치고 더는 이루어지지 않았다. 우주 경쟁은 일단락되었지만, 21세기 들어 아시아와 유럽의 여러 나라가 우주 개발에 참가하면서 상호 경쟁이 시작되어 우주 경쟁의 양상이 달라지고 있다.

## 역사적 배경

### 초기 로켓과 군사
로켓은 오랜 세월동안 과학자들을 매료했다. 중국은 이미 11세기에 로켓을 무기로 사용했었다.
19세기 말, 러시아의 아마추어 과학자 콘스탄틴 치올콥스키는 우주에 도달할 수 있는 다단식 액체 연료 로켓을 이론화했다. 실제로 액체 연료 로켓을 발사한 것은 1926년, 미국의 로버트 고다드였지만, 둘 다 세상의 싸늘한 시선을 받았다. 고다드는 벽촌에서 로켓 발사 연구를 계속했지만, 과학계와 대중, 뉴욕 타임즈도 그를 조롱했다.
로켓 기술의 평가가 높아진 것은 제2차 세계 대전이라는 전쟁을 통해서였다. 이것은 아무리 "로켓 연구는 정치나 군사와 무관한, 순수한 과학적인 연구로, 평화를 위한 것이다."는 미사여구로 모든 우주 경쟁이 국가의 군사력에 대한 야망과 결부되어버리는 미래의 전조였다.

### 로켓에 대한 독일의 기여
1920년대 중반 독일의 과학자들은 액체 추진 연료로 작동하는 로켓 실험을 시작했다. 1932년 바이마르 공화국의 바이마르 공화국군(이후 독일 국방군)은 장거리 무기로서의 로켓에 관심을 갖게 되었다. 열의있는 로켓 과학자 베르너 폰 브라운은 로켓 연구에 참가하였고, 고심 끝에 나치 독일이 제2차 세계 대전에서 사용하는 장거리 포격 무기 개발에 성공했다.

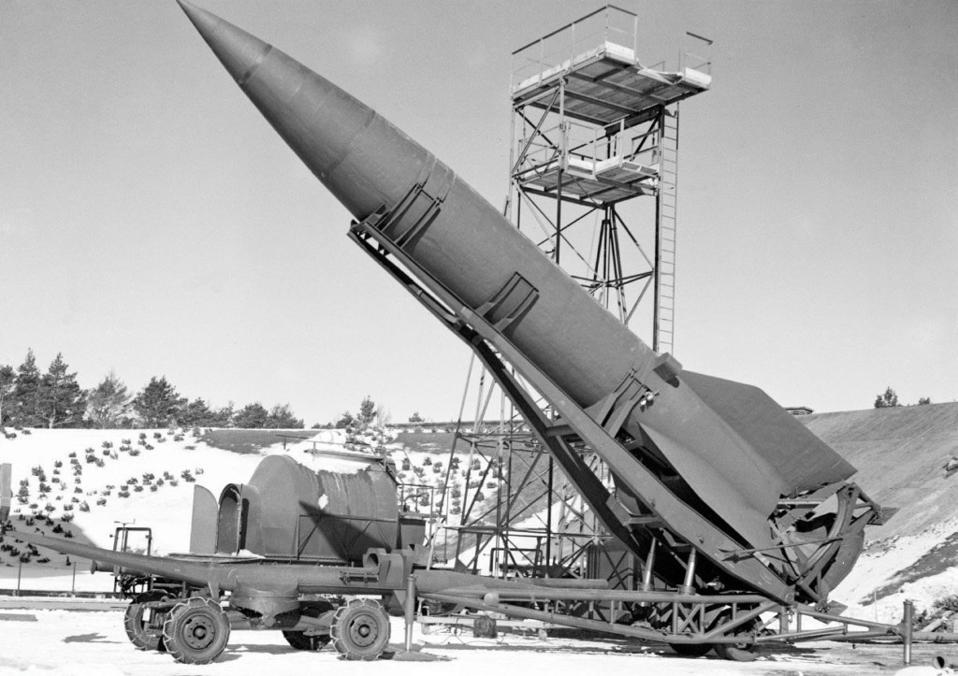
견인식 발사대 위의 V2 로켓

1942년에 발사된 독일의 A-4 로켓은 인류가 처음으로 우주에 쏘아올린 인공물체가 되었다. 1943년에 독일은 A-4 로켓을 보복무기 2호라는 이름으로 대량생산했다. 독일 국방군은 사정거리 300km, 적재 가능한 탄투 무게 1톤의 V-2 로켓 수천발을 영국 등의 연합국측의 국토에 쏘아 막대한 손해와 많은 희생자를 냈다.
대전이 막바지에 다다르면서 미국, 소비에트 연방, 영국의 군대와 과학자들 사이에서 발트해 연안의 메클렌부르크포어포메른주의 페네뮨데 육군 무기 실험장에 있던 독일의 로켓 개발 계획 관련 시설과 연구 및 기술에 대한 경쟁이 시작되었다. 그 결과, 종이클립 작전에 의해 많은 과학자들이 독일에서 미국으로 이송되었다. 그 대부분은 베르너 폰 브라운을 포함한 나치당원이며, 소비에트 연방에 구속된 후의 신변의 위협을 두려워했다. 미국에서 독일인 과학자들은 독일제 로켓을 영국 등에 대한 폭격 대신 미국을 위한 과학연구 및 군사연구 등의 목적으로 사용하기 위해 연구를 계속했다. 또한 영국도 V-2 로켓의 실물과 연구자를 확보하는 등 약간의 성공을 거두었다.
붉은 군대는 베르너 폰 브라운 등의 주요 연구자가 떠난 후에 페네뮨데를 점령하여, 다수의 V-2 로켓 실물과 연구자를 사로잡아 소비에트 연방 국내에 연행하여 로켓 개발에 투입했다. 하지만 그 후 소련은 독일의 기술을 계승하는 것이 아니라, 만년에 소비에트 연방 과학 아카데미에 소속되어있던 치올콥스키의 연구 및 그 사후에 계속 독자적으로 연구한 기술을 기반으로 로켓 기술을 개발하였다.
전쟁 후, 과학자들은 로켓을 대기권 관측이나 우주선 관측 등의 과학적인 목적으로 사용하게 되었다. 이러한 연구는 미국의 연구기관의 일원이 된 베르너 폰 브라운과 그 동료들에 의해 보다 상세히 계속되었다.

### 우주 경쟁의 시초
대전 후 미국과 소비에트 연방은 간첩 행위와 선전을 통해 냉전 시대에 들어간다. 우주 탐사와 인공 위성 기술은 두 진영에서 가장 상징적인 냉전의 첨병이 되어갔다. 위성 기술이 발달하면 정찰기를 날리지 않고도 타국을 염탐할 수 있으며, 우주 여행이 성공하면 국가의 과학 분야의 군사적 잠재력을 널리 알리는 프로파간다가 될 수 있을 것이라고 생각했기 때문이었다. 사람을 지구 궤도 위나 달의 특정지점에 운반할 수 있는 로켓 같은 것이 적국의 특정 도시나 특정 위치에 핵무기를 떨어뜨리는 핵무기 발사체가 될 수 있으며, 우주 여행을 위해 개발된 기술이 대륙간 탄도 미사일(ICBM) 등 전시에 사용할 로켓에도 마찬가지로 적용될 수 있는 가능성도 있다.
또한 냉전 시대에는 정치, 경제, 기술, 문화, 오락, 스포츠 등 직접적인 부분이 외에의 모든 분야에서 양 진영이 우열을 다투는 치열한 싸움이 펼쳐지고 있었다. 군비 확장 경쟁이 갖는 군사 이외의 측면 뿐만 아니라, 우주로의 전진은 단순히 상대국에 앞설 뿐만이 아니라 그 나라의 기술과 경제의 지표로 간주되며, 이러한 성과를 달성할 수 있는 국가의 이데올로기의 정확성과 우수성으로 간주되었다. 우주 개발은 두 가지 목적이 있었다. 평화적인 과학적 성과를 거두는 것과 군사적, 심리적 성과를 거두는 것이었다.
특히 소비에트 연방의 경우, 통상의 항공 전력은 미국에 비해 뒤떨어져 자국 영토를 침범하면서 이루어지는 정찰 활동에 대해 무력한 상황이었고, 자국 및 동유럽 국가에서의 세력권이 봉쇄 정책에 의해 세계 각지에 전개된 미국에 포위되어있었기 때문에, 이에 대항하기 위해 초고속으로 미국 본토를 직접 공격할 수 있는 ICBM의 중요성이 더 높았다. 따라서 그 중요성을 인식한 후 소비에트 연방 지도부는 다른 군수 산업과 민생 부문에 비해 로켓 산업의 자원 배분 및 종사자 생활환경을 우대했다. 그 대가로 기술 및 인력의 대부분은 두터운 국가기밀 속에 갇혀, 연구거점은 일부 공식지도에도 표시되지 않는 폐쇄 도시가 되어 로켓의 기본 설계에 관해서는 소비에트 연방의 붕괴까지 그 이름조차 명시되지 못했다.
두 대국은 어느 쪽이 먼저 돌파구를 뚫었는지 서로 알지 못한 상황에서 각각 우주 개발에서의 최고의 성과를 얻으려고 노력했다. 실제로는, 우주 개발 분야, 그 중에서도 기술적으로 가능한 부분에 많은 자원을 투자하고 있던 소비에트 연방이 미국에 비해 은밀하게 앞서고 있었다. 양측 모두 우주 경쟁의 기반 다지기는 끝나가고 있었으며, 그 다음에는 신호탄이 터지기를 기다릴 뿐이었다.

## 인공 위성 개발 경쟁

### 스푸트니크

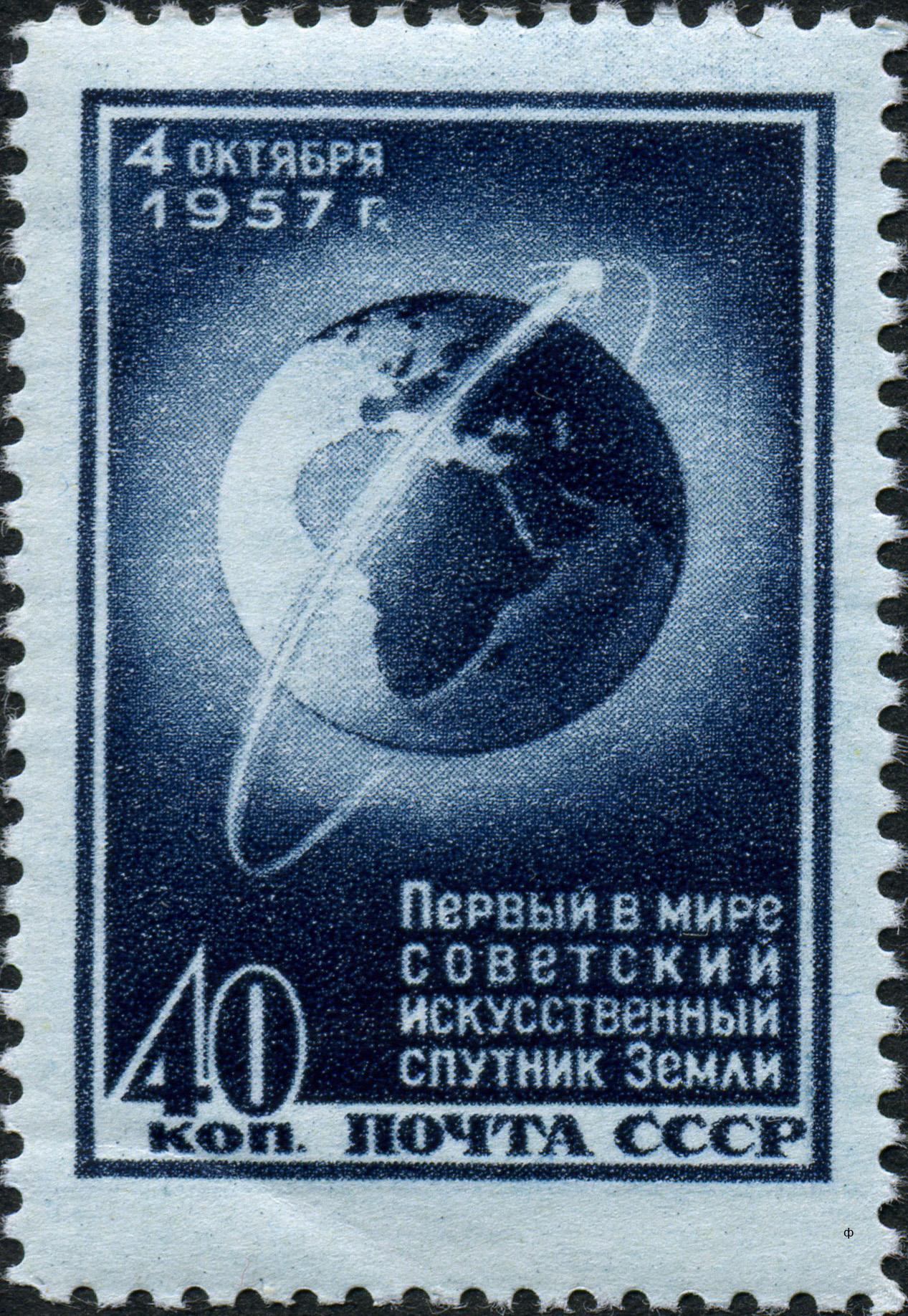
소비에트 연방의 스푸트니크 발사 성공을 기념하여 발행된 우표

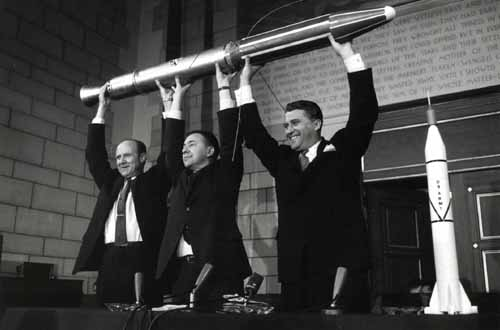
윌리엄 헤이워드 피커링, 제임스 밴 앨런, 베르너 폰 브라운이 NASA의 기자회견에서 익스플로러 1호의 모형을 들고 있다.

1957년 10월 4일, 소련은 스푸트니크 1호를 탑재한 R-7 로켓을 쏘아 세계 최초로 인공 위성을 지구 궤도에 보내는데 성공했다. 이것이 우주 경쟁의 시작이다. 2001년 기준으로 국가별 위성 발사 개수는 소비에트 연방 시절을 포함한 러시아가 2500개, 미국이 1600개다.
스푸트니크 이전, 일반적인 미국인은 미국의 과학 기술이 모든 분야에서 세계 최고라고 생각했지만, 인공 위성 기술은 경제활동이나 군사용도로 응용할 수 있기 때문에, 소비에트 연방이 미국을 추월하였다는 소식이 알려지자 미국 국내에서 패닉이 발생하여 정치논쟁도 일어났다. 한편, 스푸트니크의 성공은 소비에트 연방에서 자국의 과학력과 기술력을 국민에게 보여주는 중요한 기회가 되어 국위를 선양했다.
소비에트 연방에서 스푸트니크 발사와 연속적인 우주 개발 계획은 대중의 비상한 관심을 불러일으켰다. 독소전에서 치명적인 타격을 입고 부흥한지 얼마되지 않은 소비에트 연방에게 스푸트니크는 새로운 시대의 기술력에 대한 도전의 성과로서 국민의 사기를 높이는 중요한 의미를 가지고 있었다. 소비에트 연방의 세르게이 코롤료프는 인공위성에 그치지 않고 달에 우주비행사를 보내는 것을 목표로 하고 있었다.
스푸트니크에 대항하여 미국은 기술적 우위를 되찾기 위해 모든 노력을 하게 된다. 베르너 폰 브라운을 뛰어넘는 인재를 만들기 위해 초등 과학 교육을 충실하게 한 것이 그 일환이다. 미국이 입은 충격이나 그에 대한 일련의 정책은 현재 스푸트니크 쇼크라고 불린다.
존 F. 케네디의 부통령 린든 B. 존슨은 이러한 미국의 정책에 대한 동기를 이렇게 표현했다.
세계의 눈으로 보면, 우주에 첫 번째로 도달하는 것은 모든 면에서 첫 번째가 된다. 우주에 두 번째로 도달하는 것은, 모든 면에서 두 번째가 된다.
소비에트 연방이 스푸트니크 발사에 성공하고, 공포에 떨던 미국의 대중은 점차 미국의 우주 개발 계획에 큰 관심을 보이기 시작했다. 어린이나 학생들은 이어지는 로켓 발사를 지켜보고, 로켓 모형 제작은 인기있는 오락거리가 되었으며, 텔레비전 프로그램과 패션, 디자인, 길거리 광고 간판 등에서도 로켓 붐과 우주 붐이 파급되었다.1960년대에는 우주 시대를 반영한 실버 메탈릭 상품과 관련 디자인이 석권했다. 한편 거액의 우주 개발을 걱정하는 목소리도 일어났지만, 케네디 대통령은 국민들의 사기를 불러일으키기 위해 "우주 개발을 국가에서 지원하고 수백에서 수천만 달러에 달하는 거액의 비용을 기존의 무기 생산량을 늘리거나 빈곤 대책에 충당하는 것이 좋은 것이 아닌가 하는 미국 전역에 확산된 회의론에 대하여 승리하겠다."라고 연설했다.
스푸트니크 1호 발사부터 4개월 뒤인 1958년, 미국의 미국 육군 탄도 미사일국은 최초의 인공위성 익스플로러 1호를 발사했다. 하지만 같은 무렵, 플로리다반도의 케이프커내버럴 공군 기지에서 위성 뱅가드 TV3을 탑재한 뱅가드 로켓의 폭발로 발사에 실패하는 등 잇따른 로켓 발사 실패라는 심각한 사태가 일어나고 있었다.
이 최초의 인공위성은 과학탐사의 목적으로 발사되었다. 스푸트니크 1호와 익스플로러 1호 모두 국제지구물리관측년(1957~1958년)에 각 나라의 관측 사업의 일환으로 이루어졌다. 스푸트니크는 대기권 상층부의 공기밀도를 측정하고, 익스플로러 1호의 비행 관측 데이터에서 제임스 밴 앨런은 지구를 둘렀단 밴 앨런대를 발견했다.

### 위성 통신

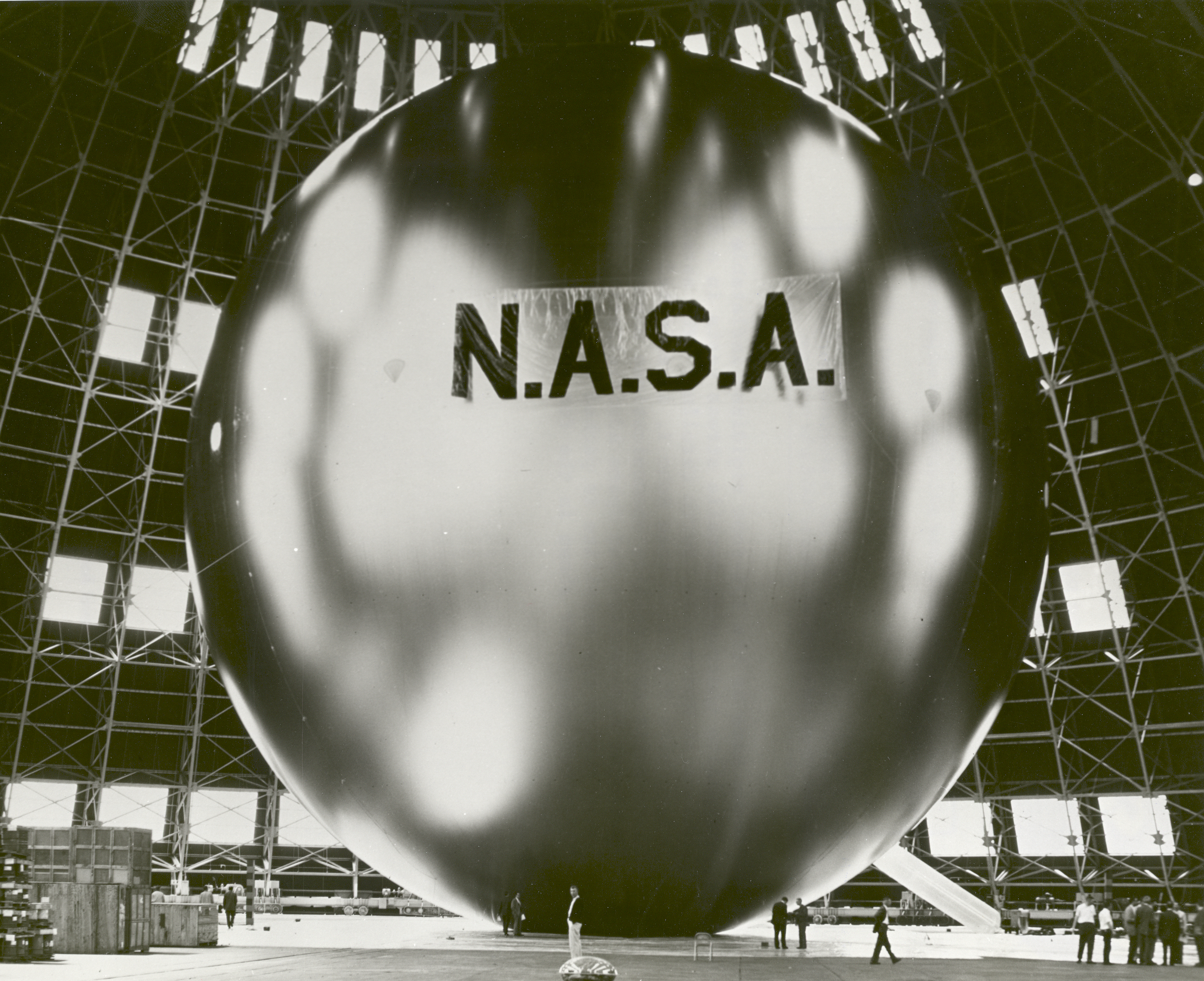
에코 2호

사상 최초의 통신 위성은 스코어 계획(Project SCORE, Signal Communications Orbit Relay Equipment)에 따라, 1958년 12월 18일에 발사되어 드와이트 D. 아이젠하워 대통령의 크리스마스 메시지를 전 세계에 중계했다. 기타 주목할만한 우주 경쟁에서 파생된 위성 통신 예시는 다음과 같다.
- 1960년, 에코 : 세계 최초의 수동형 통신 위성
- 1962년, 텔스타 : 세계 최초의 능동형 통신 위성
- 1972년, 아니크 A1 : 캐나다 최초의 국내용 통신 위성
- 1974년, WESTAR : 미국 최초의 국내용 통신 위성
- 1976년, MARISAT : 최초의 휴대단말기용 통신 위성

### 기타 주목할만한 위성
미국 최초의 정지 위성인 신콤 3호(Syncom-3)가 1964년 8월 19일에 발사되었다. 지표에 대해 상대적으로 정지된 정지 궤도 통신 위성이 투입된 것은 안테나가 더는 위성을 따라 방향을 바꿀 필요가 없어지는 것을 의미했다. 또한 일반 시민도 안테나를 고정하는 것만으로 위성 통신을 이용한 텔레비전 방송 서비스를 이용할 수 있게 되었다.

## 새로운 성공: 우주에 동물과 인간 보내기

### 동물을 우주로!
엄밀히 말하면 과학적 연구를 위한 목적으로 우주에 보내진 최초의 생물은 1946년에 미국이 독일에서 확보한 V-2 로켓으로 대기권 밖으로 날려보낸 과실 파리(fruit fly, 초파리의 일종)였지만, 이것은 잘 알려지지 않았다.
우주로 보내진 최초의 포유류는 1957년 인공위성 스푸트니크 2호를 타고 지구궤도를 돌았던 개인 라이카였다. 당시 우주를 비행한 개를 회수할 기술이 없어 처음에는 캡슐이 대기권에 재진입하기 전에 라이카를 약물로 안락사 시킬 예정이었지만, 2002년에 밝혀진 바에 따르면 라이카는 스트레스와 캡슐이 과열로 궤도에 도달한 직후에 죽었다고 한다. 유인 우주 비행을 준비하기 위해 많은 개를 쏘아올린 소련은 1960년 9월 18일에 스푸트니크 5호에서 벨카와 스트렐카라는 두 마리의 개 외에도 여러마리의 쥐를 궤도에 올려 모두 무사히 지구로 귀환시키는데 성공했다.
한편, 미국의 우주 개발 기관도 아프리카에서 침팬지를 수입하여 유인 우주 비행에 앞서 적어도 두 마리를 우주로 보냈다. 1997년 6월에 미국 공군은 아직 살아있는 침팬지들을 의회의 승인을 받아 민간 자산 분할을 위해 방출한다고 발표했다. 2개월 후 침팬지는 뉴멕시코의 연구시설에 양도되었지만, 동물 보호 단체의 소송으로 1999년에 플로리다의 자연보호구역에 방사되었다.
소련은 1968년 9월에 달로 발사되는 존드 5호에 거북을 탑승시켰고, 이것이 최초로 달 궤도를 비행한 생물이 되었다.

### 인류를 우주로!

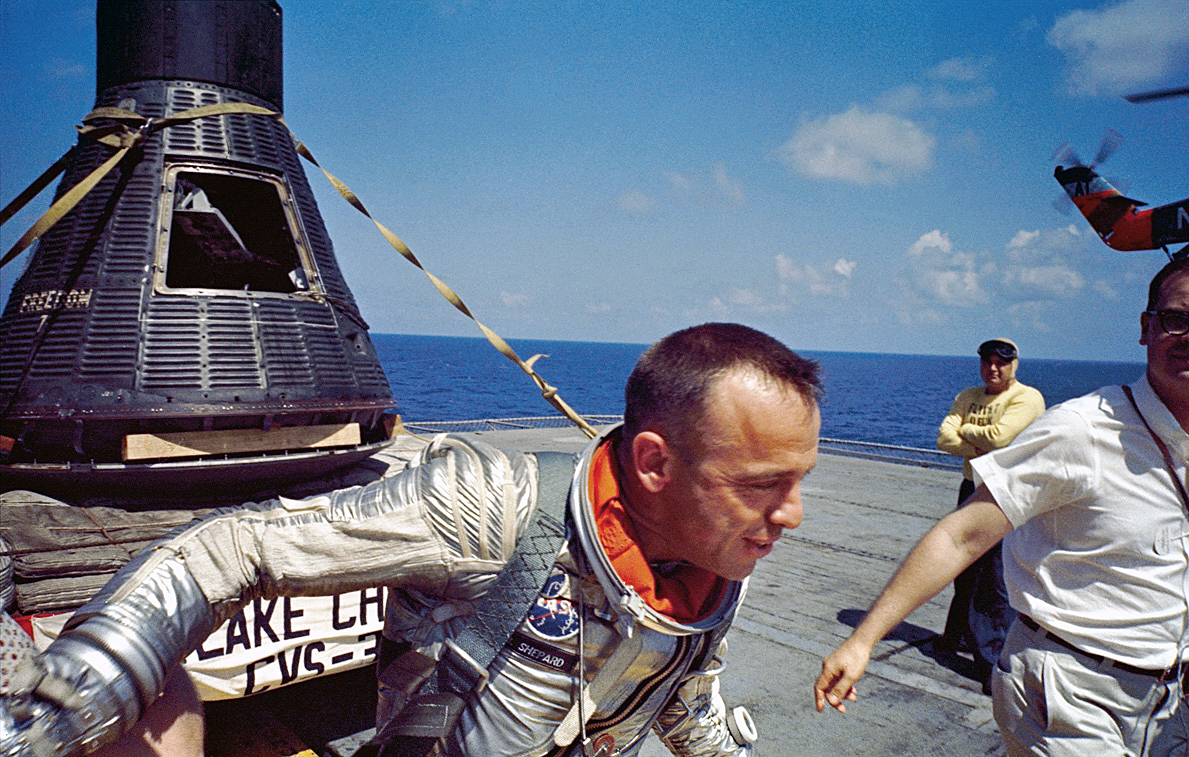
프리덤 7호를 타고 지구로 귀환한 앨런 셰퍼드

소비에트 연방은 벨카와 스트렐카를 귀환시킨 1960년 9월의 스푸트니크 5호의 성공에 힘입어, 같은해 12월까지 사람을 궤도에 보내는 것을 계획했다. 그러나 시험용 로켓이 폭발하는 참사로 계획이 몇 개월 지연되었다. 해가 바뀌어, 1961년 4월 12일에 보스토크 1호에 탄 유리 가가린은 인류 최초로 지구 궤도를 선회하는 우주비행사가 되었다. 이를 기념하여 4월 12일을 러시아 외에도 여러 나라에서 공휴일로 지정했다. 유리 가가린은 소비에트 연방이 우주 개발에서 또다시 세계 최초를 달리는 것을 가능케한 공산주의 체제의 우월성을 광고하기 위하여 세계 각국을 순방했다.
미국은 스푸트니크 계획에 맞서서 1958년에 유인 우주 비행 계획인 머큐리 계획을 시작했고, 지금까지 육해공 각군에서 개별적으로 진행하던 우주 개발을 미국 항공우주국(NASA)으로 일원화시켜 총력을 다새 유인 비행에서 소련에 앞서는 태세였지만, 또다시 소비에트 연방에 추월당하는 결과가 나왔다. 가가린의 비행으로부터 23일 뒤인 1961년 5월 5일, 프리덤 7호로 앨런 셰퍼드를 우주로 보냈지만, 이는 불과 수십분의 탄도 비행에 불과했다. 1962년 2월 20일, 존 글렌은 프렌드쉽 7호를 타고 지구 궤도를 3바퀴 돌아, 최초로 지구궤도를 돈 미국인이 되었다.
소비에트 연방은 또한 1962년 8월 11일~15일에 보스토크 3호와 보스토크 4호를 동시에 발사하여, 두 우주선의 랑데부 테스트를 성공시켰다. 1963년 6월 16일에는 보스토크 6호가 지구를 주회하였고, 발렌티나 테레시코바는 최초의 여성 우주비행사가 되었다.
코롤료프는 처음에 보스토크 계획은 장기간에 걸쳐 조금씩 지속적으로 실행할 예정이었지만, 니키타 흐루쇼프는 미국의 아폴로 계획 공표와, 케네디 대통령이 1961년 5월 25일에 10년 이내에 달 착륙을 성공시키겠다는 언명으로 아폴로 계획의 목표가 달로 바뀐것을 듣고는 코롤료프에게 진행 속도를 높이라고 명령했다. 보스토크 우주선을 개량하여 지금까지의 1인승이 아니라 3인승이 된 보스호트 1호(Voskhod 1)를 1964년 10월 12일에 발사하여, 블라디미르 코마로프, 콘스탄틴 페옥티스토프, 보리스 예고로프를 우주로 쏘아보냈다. 그들은 때마침 개최중이었던 도쿄 올림픽에 메시지를 보냈다. 보스호트 1호는 공간부족으로 승무원이 우주복을 입지 않았던 최초의 우주비행이기도 했다.
1965년 3월 18일에 발사된 보스호트 2호는 2인승으로, 파벨 벨라예프와 알렉세이 레오노프가 탑승하였고 레오노프는 인류 최초의 우주 유영을 실현했다. 하지만 이 미션은 대형참사로 끝날 뻔 했다. 레오노프는 캡슐에 돌아갈 수 없을 뻔 했으며, 자세 제어 장치의 고장과 수동 점화 역방향 추진 로켓의 화력 부족으로 목표 강하지점에서 1600km나 떨어진 곳에 착지했다. 하지만 흐루쇼프는 1964년 10월에 실각하였고, 새로운 서기장인 레오니트 브레즈네프는 우주 개발에 전력을 투입하지 않았다.
한편, 차례차례 인류 최초의 성과를 빼앗겨 1942년부터 시작되어 1964년 4월에 무인 시험 비행을 실시한 2인승 우주선을 이용한 제미니 계획의 의미가 퇴색되어버린 미국이었지만, 1965년에서 1966년까지 12기에 이르는 우주선을 쏘아올린 제미니 계획에서 궤도비행과 생명유지장치, 달 착륙에 필요한 장기 우주 체류, 2기의 우주선의 랑데부와 도킹, 연료전지 및 자세제어 실험, 선외 활동, 귀환 예정 지점에 대한 확실한 착륙 기술 등을 꾸준히 쌓아, 소비에트 연방의 차세대 우주선인 소유스 우주선에 탑재될 기술을 이미 실현하고 있었다. 미국이 소비에트 연방을 따라잡을 준비가 되어있던 것이다.

## 달 착륙 경쟁!

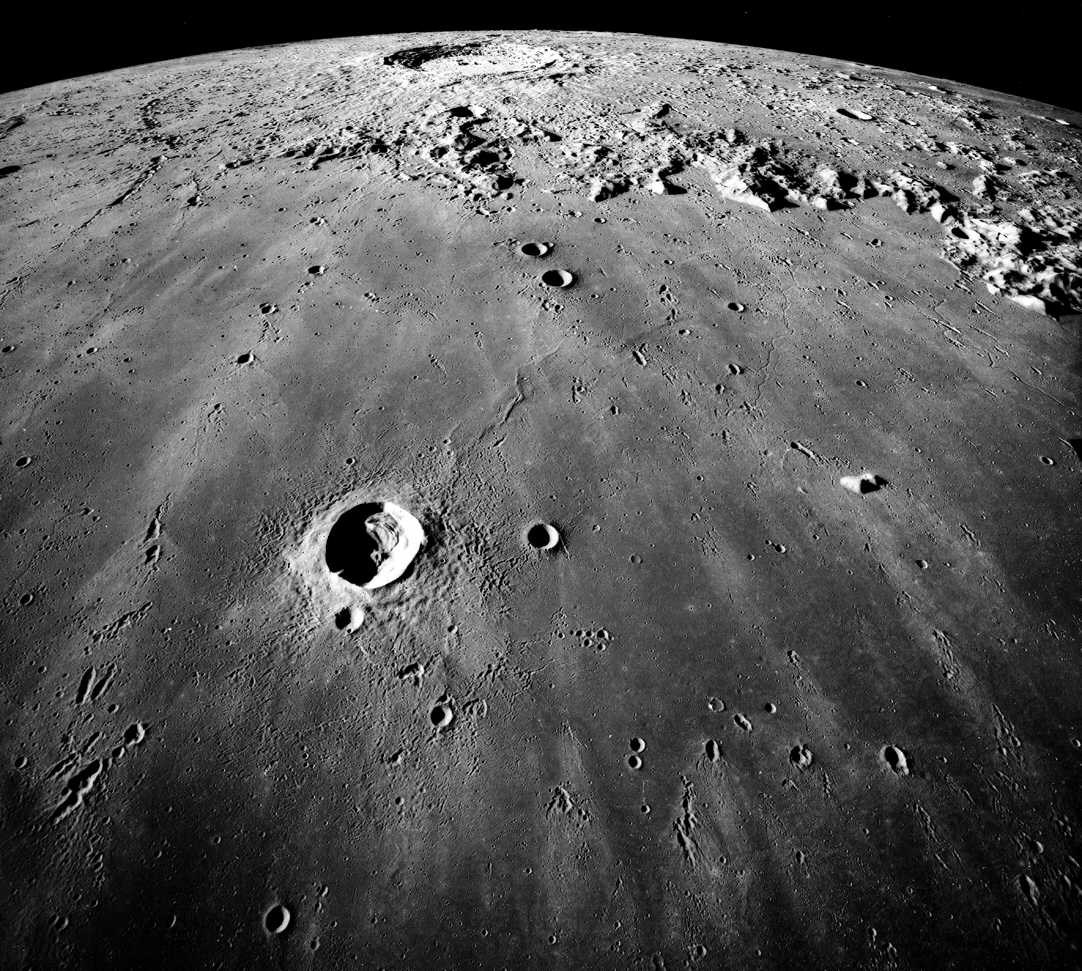
달(촬영:아폴로 17호, 1972년)

미국과 소비에트 연방 쌍방이 지금까지 달성한 우주 개발의 성과는 국민들에게 큰 자부심을 주었지만, 쌍방의 이데올로기 대립이 여전히 치열하기 때문에 적어도 한 명 이상의 우주비행사가 달 표면을 걸을 때까지는 우주 경쟁을 그만둘 수 없었다. 달 착륙이라는 목표 달성을 위해 먼저 무인 탐사선이 달에 도달하여 상공에서 사진 촬영 등을 하고 안전하게 달에 착륙할 수 있다는 것을 증명할 필요가 있었다.

### 무인 탐사기
소비에트 연방이 스푸트니크로 궤도상에 인공 위성을 쏘아올린 것에 맞서 미국은 머큐리 계획으로 유인 비행 분야에 앞서려 했으며, 소비에트 연방보다 먼저 달에 탐사선을 보내려고 했다. 이 달 탐사 계획은 파이어니어 계획이라고 이름 붙여졌지만 실패가 이어졌다.
소비에트 연방은 같은 달 탐사 계획인 루나 계획에 도전하였고, 1959년 1월 2일에 루나 1호를 발사하여 달에 접근시켜 충돌시키려 했지만 1월 4일에 가장 가깝게 접근하였다가 그대로 지나쳐, 그 결과 세계 최초의 인공 행성이 되었다. 이어서 1959년 9월 4일에 루나 2호가 달 표면에 충돌하는데 성공하여, 세계 최초로 달에 인공물을 보내게 되었다. 또한 같은해에 달의 뒷면을 촬영한 루나 3호, 1966년 2월 3일에 달 착륙에 성공한 루나 9호 등으로 차례차례 미국에 앞섰다.
한편 파이어니어 계획은 1959년 3월 3일에 파이어니어 4호로 처음으로 달 탐사에 성공했지만, 파이어니어 5호 이후로는 다른 행성 탐사로 목표를 전환했다. 미국은 파이어니어 계획 대신 3개의 계획을 마련했다.
- 달 사진을 근접 촬영하는 레인저 계획은 1959년에 시작되었지만, 1961년에는 2기, 1962년에는 3기를 실패하였고, 1964년부터 1965년까지 7호와 9호가 크레이터 등을 촬영하는데 성공했다.
- 달 지도를 제작하는 루나 오비터 계획은 1966년 8월부터 1967년 8월까지 5기를 발사하여 모두 성공하고 마지막에는 달 표면의 99%에 이르는 지역을 촬영한 높은 해상도의 사진을 얻을 수 있었다.
- 달에 연착륙하여 원격으로 달 토양의 경도 및 조성 등을 탐사하는 서베이어 계획은 1966년 5월부터 1968년 1월에 걸쳐 7기를 발사하여 5기가 착륙과 관측에 성공했다.

모두 아폴로 계획에서 유인 우주선이 안전하게 달 궤도에 도달하고 착륙하는 기술을 시험하고 안전한 착륙지점을 찾는 것이 목적이었다.

### 달 표면에 인류를 보내다!
소비에트 연방은 우주 개발에 있어서 "인류 최초"의 위업을 거의 모두 달성하여 미국을 패배시켰지만, 미국은 달에 인간을 착륙시키는 아폴로 계획을 성공시켰다.
소비에트 연방의 우주 개발 초기의 성공 이후, 특히 유리 가가린의 우주 처녀 비행 후, 케네디 대통령과 존슨 부통령은 대중의 상상력을 자극하는 더 강력한 우주 계획이 무엇인지 계속 찾고 있었다. 그 결과 미국은 더 먼 목표인 달 탐사를 10년 내에 달성하겠다는 공약을 내세웠다. 1961년 5월 25일에 의회의 특별 양원 합동회 석상에서 케네디 대통령은 이 공약을 공표하였고, 달 궤도 선회라는 내부 연구에 불과했던 아폴로 계획의 목표가 달 착륙으로 변경되었다. 이후 머큐리와 제미니 등의 유인 비행 계획 및 기타 달 탐사 계획은, 달에 사람을 보내는 아폴로 계획을 위한 기술 개발과 비행사 훈련, 현지 조사의 일환이 되었다.
거액을 필요로 했던 아폴로 계획은 많은 반대에 노출되었고, 따라서 좌우의 정치가에 의한 반대의견을 일소할만한 성과를 올릴 필요가 있었다. 당시 우익 정치인들은 우주 개발 비용을 베트남 전쟁에서 이기기 위한 전비와 무기 개발에 돌릴 것을 주장하였고, 좌익 정치인들은 사회복지와 뿌리깊은 인종문제 해결 등에 예산을 돌려야한다고 주장했다. 아폴로 계획 추진파가 주장했던 달 착륙의 실속은 다음과 같았다.
- 아폴로 계획은 다음 선거에서 경제효과를 약속하고 여당의 승리를 확실시하는 핵심이다.
- 아폴로 계획의 기술은 군사적으로 이용할 수 있기 때문에, 1960년 선거에서 케네디가 접한 미국과 소비에트 연방의 미사일 격차를 메울 수 있다.
- 아폴로 계획에서 많은 과학 기술에서 파생된 신제품이 사회와 경제를 활성화시킨다.

케네디는 NASA의 제임스 E. 웹마와의 대화에서 다음과 같이 말했다.
우리가 수행할 모든 것은 소련인보다 먼저 달에 첫발을 내딛는 사업에 제대로 연결되어야 한다...그렇지 않으면 우리는 이렇게 자금을 사용해서는 안된다. 나는 우주에는 흥미가 없기 때문이다...(이러한 지출이) 정당화되는 것은 단지, 신에게 맹세코 반드시 몇 년 내에 그들을 추월하여 미국이 뒤쳐져있다고 생각하는 세계에 성과를 과시하여 소련을 때려눕힐 희망이 있기 때문이다.
케네디와 존슨은 여론을 변화시켰다. 1963년 아폴로 계획을 지지하는 미국인은 33%였지만, 1965년까지 58%까지 지지율이 상승했다. 존슨이 대통령이 된 1963년 이후, 그 역시 계속해서 계획을 지지하였고, 아폴로 계획을 성공으로 이끌었다.
한편, 소비에트 연방은 인류의 달 착륙에 강한 적극성과 소극성의 양면을 보였다. 소비에트 연방의 지도자 흐루쇼프는 우주가 아닌 다른 분야에서 이기는 것으로 만족하자는 생각은 없었지만, 달 탐사 계획에 거액의 비용을 쏟아부을 생각도 별로 없었다. 1963년 10월, 그는 소비에트 연방의 우주 개발 계획에 대해, "현재 달에 우주비행사를 보낼 계획이 없다."고 말했지만, 경쟁에서 물러나지 않는다고 덧붙였다. 1년 후인 1964년, 소비에트 연방도 달 착륙 계획에 참여하게 되었다.

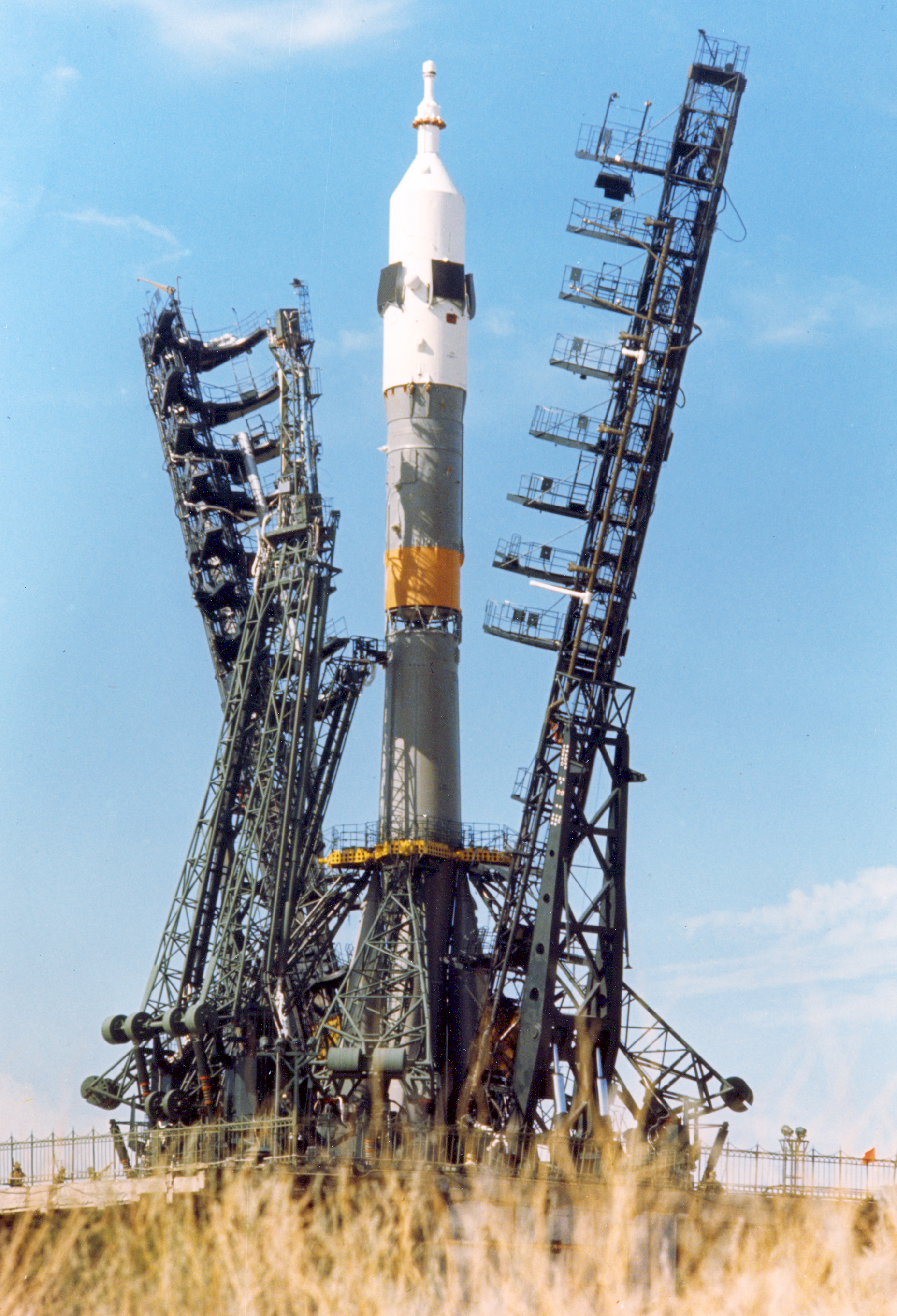
위 사진과 같은 소비에트 연방의 소유스 로켓이, 신뢰할 수 있는 최초의 지구 궤도로의 수송 수단이 되었다.

케네디는 미·소 양국의 비행사의 달 착륙과 고성능의 기상 위성 등의 공동 계획을 소비에트 연방에 제안했던 적이 있었다. 흐루쇼프는 소비에트 연방의 앞선 기술을 훔치려는 의도를 느끼고 이 제안을 거부했다. 소비에트 연방의 우주 개발의 수석개발자인 코롤료프는 달에 인간을 보낼 수 있는 소유스 우주선 발사용 N1 로켓을 사용하는 계획을 세우는데 분주했지만, 흐루쇼프는 코롤료프의 연구기관인 코롤료프 설계국에 현재의 보스토크 기술을 개량하여 새로운 우주 최초의 사업에 도전하도록 명령했다. 그러나 그 뒷면에서 코롤료프와 불화가 있는 블라디미르 체로메이가 지휘하는 체로메이 설계국이 유인 달-지구 왕복 미션인 존드 계획을 위해 완전히 새로운 발사 로켓과 우주선인 프로톤 로켓과 존드 우주선 개발에 착수했다. 1964년 흐루쇼프 실각 후 새 지도부는 코롤료프의 달 착륙 계획에 전폭적인 지원을 했고 모든 유인 비행 계획을 그의 지휘 아래에 두게 했다. 달 착륙 미션인 소유스 L3 계획의 시작이었다. 하지만 1966년 코롤료프가 급사하고 첫 소유스 우주선인 소유스 1호가 1967년에 사망자를 내면서 실패하면서, 소련의 유인 달 탐사 계획은 지도자를 잃고 희생에 민감하게 되면서 파탄을 초래하게 되었다. 소련은 달 착륙선을 생산하고 알렉세이 레오노프를 달에 착륙시킬 달 탐사 계획을 위해 비행사 선발을 실시했다. 하지만 1969년에 N1 로켓 발사에 실패하였고, 이후 발사를 성공시킬 수 없었다. 이 때문에 유인 달 착륙 계획은 지연되었고, 마침내 중단되는 쓰라림을 겪었다.

### 아폴로 11호, 달에 최초로 착륙

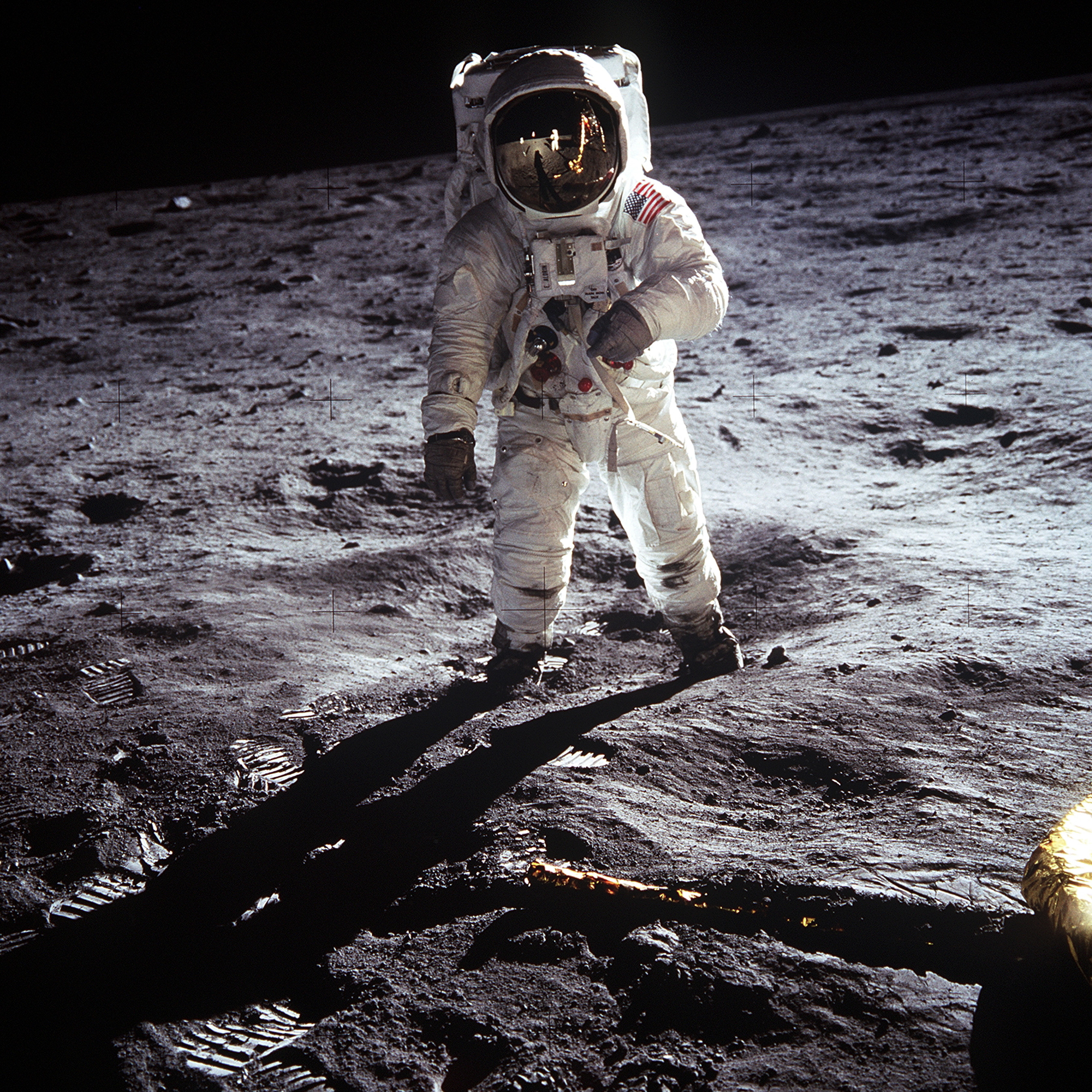
달 표면에서 포즈를 취하는 버즈 올드린

소비에트 연방은 루나 계획과 존드 계획으로 미국의 우주선보다 먼저 무인 탐사선을 달 궤도에 올리고 착륙도 했지만, 달 표면에 발자국을 남긴 최초의 인류는 미국인인 닐 암스트롱이 되었다. 아폴로 11호의 달 착륙선이 착륙한 다음날인, 1969년 7월 21일의 일이었다. 아폴로 11호의 선장인 닐 암스트롱은 사령선 조종사 마이클 콜린스, 달 착륙선 조종사 버즈 올드린의 백업을 받으며 전 세계 5억명이 보았다는 대형 이벤트를 성공시킨 것이다. 많은 평론가들은 이 달 착륙을 20세기의 결정적인 순간의 하나라고 인식하고 있으며, 암스트롱이 달 표면에 발을 내딛을 때 했던 말은 오랫동안 사람들의 기억에 남았다.
이것은 한 명의 인간에게 있어서는 작은 한 걸음이지만, 인류에게 있어서는 위대한 도약이다.
That 's one small step for (a) man, one giant leap for mankind.
또한, 지금까지의 다른 국제간 경쟁과는 달리, 우주 개발 경쟁은 영토 확장 욕망과는 무관한 상태로 유지되었다. 달 착륙 성공 이후, 미국은 달 표면에 대해서 어떠한 부분의 영유도 명백히 부인했다.

## 다른 우주 기술 경쟁

### 다른 행성으로의 미션

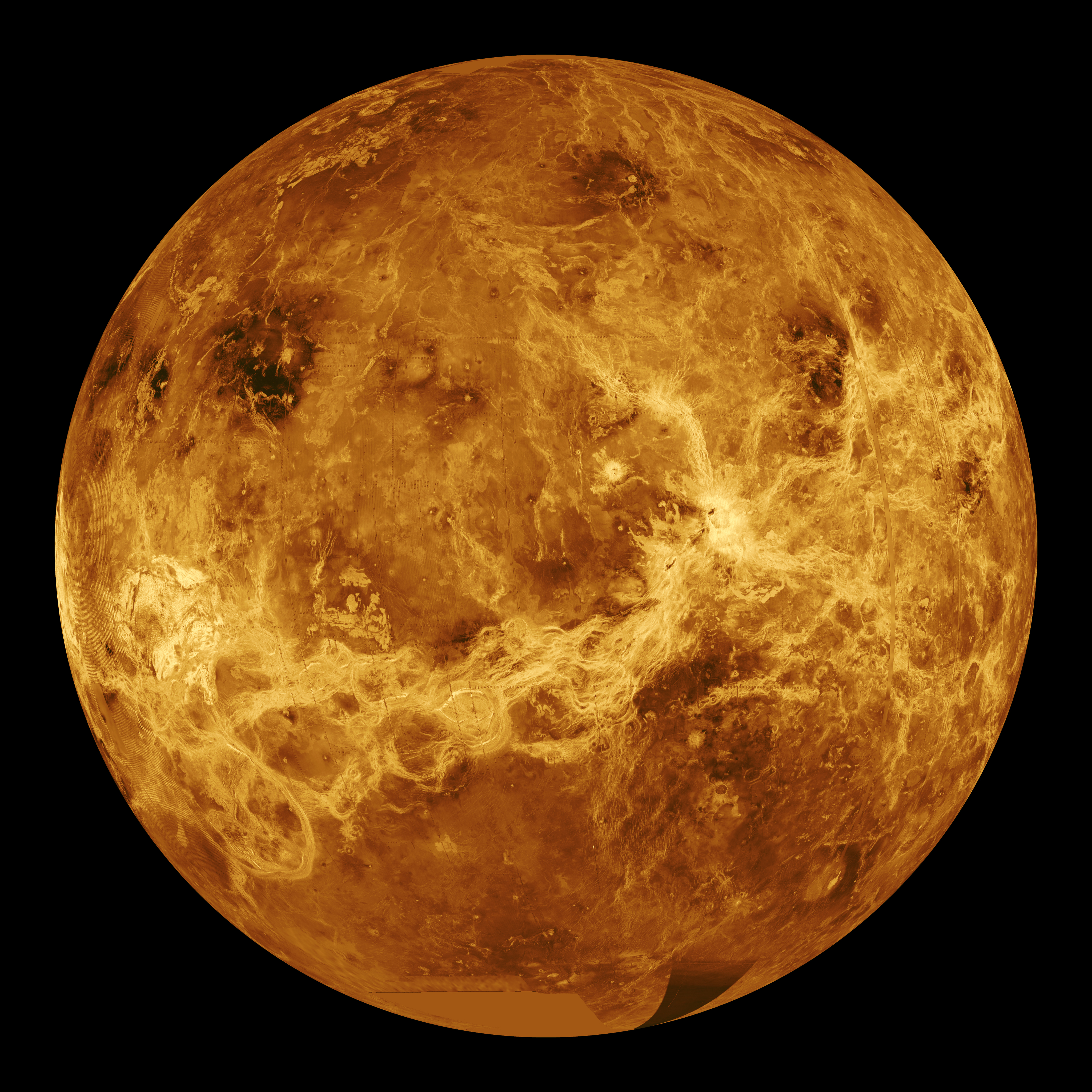
금성은 탐사선이 통과한 최초의 행성이다.

금성이 탐사기가 통과한 최초의 행성이 되었다.
달 탐사 경쟁처럼 화려하지는 않았지만, 미국과 소비에트 연방은 무인 행성 탐사에서도 경쟁을 벌였다.
소비에트 연방은 1960년 금성과 화성 모두에 사상 최초의 행성 탐사선을 보냈다. 한편, 미국의 행성 탐사 계획인 매리너 계획도 큰 결과를 남겼다. 금성에 무사히 도달하여 행성 저공비행을 한 최초의 우주선은 1962년 12월 14일, 미국의 매리너 2호였다. 매리너 2호는 금성 표면의 온도와 대기 농도라는 놀라운 데이터를 보내왔다. 그러나 매리너 2호에는 카메라가 없었기 때문에, 지구에 있는 망원경의 능력으로는 볼 수 없는 행성 표면의 선명한 영성과 같은 인상적인 데이터를 보내지는 못하였기에, 그 발견은 대중의 관심을 사로잡지 못했다.
소비에트 연방은 금성에 대한 베네라 계획으로 탐사를 실시하여, 1971년에 발사된 베네라 7호는 처음으로 금성에 착륙한 우주선이 되었다. 베네라 9호는 금성의 고열로 고장나기 직전에, 금성에서 영상 전송에 성공하여, 인류는 처음으로 다른 행성의 지표면 광경을 보게 되었다. 16호까지의 베네라 계획 중에서 이 두 우주선이 걸출한 성공이었지만, 7호 이전의 베네라 탐사선도 저공 비행을 실시하여 금성에 착륙하려는 시도가 있었다. 이 시도들에서 탐사선은 대기중에서 불타버렸다. 뒤따른 베네라 탐사선들은 착륙 외에도 금성 위에서 레이다를 사용하여 고정밀 금성 표면 지도를 작성했다.
1965년에 발사된 매리너 4호는 처음으로 화성 저공 비행에 성공한 탐사선이 되었다. 매리너 4호가 보내온 행성의 근거리 영상은, 많은 사람들에게 있어서 예상치도 못했던 황량한 풍경이었다. 또한 1971년에 발사된 소비에트 연방의 마스 3호는 처음으로 화성에 착륙한 탐사선이 되었지만, 모래 폭풍 때문에 고장나 영상 전송에 실패했다. 같은해 미국이 발사한 매리너 9호는 처음으로 다른 행성의 인공위성이 되었으며, 7천장이 넘는 표면 사진을 보내왔다. 이 정보에 기초하여 1976년에 바이킹 계획에서 바이킹 1호와 바이킹 2호가 착륙하여, 화성 표면에서 영상 전송에 성공하였다.
1974년에 미국은 금성을 통과하여 수성으로 향하는 매리너 10호를 쏘아올렸다. 매리너 10호는 최초이자 20세기 유일의 수성 저공 비행 탐사선이 되었다.
목성과 그 바깥은 미국의 독무대였다. 미국은 파이어니어 계획을 추진하여 파이어니어 10호를 발사하였고, 1973년에 목성에 접근하여 저공 비행에 성공했다. 파이어니어 11호는 토성에 1979년에 접근하였고, 계속해서 보이저 계획을 추진하여 보이저 2호가 천왕성과 해왕성에 접근하여 저공 비행에 성공했다.

### 랑데부, 도킹, 정거장
최초의 우주 공간에서 우주선끼리의 랑데부는 1965년 12월 15일, 미국의 제미니 6-A호와 제미니 7호 사이에서 이루어졌다. 그 뒤를 이어 제미니 8호는 1966년 3월 16일, 무인 위성과 최초로 우주 공간에서 도킹에 성공했다.
최초의 자동 조종에 의한 우주에서의 도킹은 1967년 10월 30일 무인 항공기인 코스모스 186호와 코스모스 188호(모두 무인 소유스 우주선)가 실행했다. 이들은 모두 다가오는 달 착륙을 위해, 우주선 본체와 착륙선의 분리와 연결 실험을 위해 행해졌다.
최초의 바다에서의 발사는 1967년 4월 26일에 미국의 스카우트 B에 의한 것이었다.
최초의 우주 정거장은 소련의 살류트 계획에 의한 것이었다. 살류트 1호는 1971년 6월 7일에 운용을 시작했다.

## 우주의 군사 이용 경쟁
우주 과학 연구와 병행하여, 우주를 군사적으로 이용하기 위한 개발의 움직임도 미·소 양측에서 진행되었다. 미국에서는 NASA로 우주 개발을 일원화한 뒤에도, 군에서는 독자적인 우주 개발을 계속하고 있었다. 스푸트니크 1호 발사 이전부터 미·소 양국은 정찰 위성 개발 계획에 착수하고 있었다. 소비에트 연방의 제니트 위성은 대기권 진입 캡슐에 육상 촬영용 카메라를 실은 지표 촬영 위성으로, 코롤료프가 군사와 연구 목적 모두에 사용할 수 있도록 설계했지만, 이것이 보스토크 우주선의 원본이 되었다. 제니트 위성은 미국 공군의 코로나 위성과 같은 기술을 가지고 있어, 실용화에서 앞서기 위해 서로 경쟁하고 있었다. 1960년 8월에 코로나 13호에서 사상 최초로 궤도에서의 캡슐 회수에 성공했지만, 이것은 소비에트 연방보다 겨우 하루 앞섰을 뿐이었다. 이러한 정찰 위성 등의 군사 위성의 위협에 대해, 미·소 모두가 위성공격무기를 개발하던 시절도 있었다.
미·소 양측이 대규모 군사 우주 계획을 세웠지만, 미국이 모형만을 완성한 뒤 계획을 중단하는 반면, 소비에트 연방은 같은 계획이라도 실물을 생산하고 경우에 따라서는 궤도에 발사하는 패턴이 자주 반복되었다.
1. 초음속 대륙간 순항 미사일. 미국의 나바호 미사일(시험계획 중지)과 소비에트 연방의 브랜드 순항 미사일(계획에 머무름).
2. 날개 있는 우주선. 미국 공군의 X-20 다이나소아(Dyna-Soar, 모형 제작에 머무름)와 소비에트 연방의 MiG-105(시험 비행).
3. 위성 정찰 유인 캡슐. 미국 공군의 블루 제미니(모형 제작에 머무름)와 소비에트 연방의 소유스 정찰선(계획에 머무름).
4. 군사용 우주 정거장. 미국 공군의 유인 궤도 실험실(MOL, Manned Orbiting Laboratory, 계획에 머무름)과 소비에트 연방의 알마즈 계획(Almaz, 수정 후 살류트 2호, 3호, 5호로 실현)
5. 대기권 돌입 시의 내열 차폐 승강구가 있는 군사용 유인 캡슐. 미국 공군의 제미니 B(비행사 없이 시험 비행)와 소비에트 연방의 VA-TKS(TKS 우주선의 일부로 무인 비행)
6. 군사용 우주 정거장의 수송기. 미국 공군의 제미니 페리(계획에 머무름)와 소비에트 연방의 TKS 우주선(무인 발사되어 살류트에 도킹 성공).

## 미·소의 우주 개발 경쟁의 변화

### 긴장 완화
스푸트니크 1호 발사는 우주 개발 경쟁의 시작이라고 명확히 말할 수 있지만, 개발 경쟁이 완만해진 것이 언제인지에 대해서는 논의가 있다. 우주 개발 경쟁은 1960년대에 가장 뜨거워, 1969년 달 착륙에 이르기까지 엄청난 기세로 진행되었다. 아폴로 11호에 이어 미국은 5회의 유인 달 착륙에 성공했지만, 미국의 우주 과학자들은 다음 전투의 장으로 관심을 돌렸다. 다양한 데이터를 수집하기 위한 스카이랩과 우주로의 왕복 및 재사용이 가능한 우주왕복선이다.
미국인들은 처음으로 인간을 달에 보내는 것에 성공했을 때, 미국이 비공식적인 전쟁인 우주 개발 경쟁에서 승리했다고 생각했다. 한편, 소비에트 연방의 과학자들은 유인 달 착륙 계획을 슬그머니 중지했지만 다른 분야에서 독자적인 우주 개발 계획을 진행하고 있었으며, 경쟁에서 패배했다는 것을 결코 인정하지 않았다. 어느 쪽이든, 1970년대에 냉전의 긴장 완화가 진행됨에 따라, 그리고 미국과 소비에트 연방 이외의 나라가 우주 개발에 착수함에 따라 두 초강대국이 경쟁을 계속할지에 대해 회의가 일어났다.
미·소 양국은 유인 군사 우주 계획을 추진하고 있었지만, 앞에서 언급된 것처럼 중지를 강요당하고 있었다. 미국 공군은 대륙간 탄도 미사일을 사용하여 날개 있는 우주선인 다이나소아(초음속 글라이더)를 발사하여, 적국의 위성을 요격하는 계획을 발표했다. 유인 궤도 실험실 계획이 다이나소아 계획을 대체했고, 제미니 계획의 장비를 이용하여 정찰 임무를 수행하고자 했지만, 이것도 중지되었다. 소비에트 연방이 진행한 같은 유인 군사 우주 정거장 계획인 알마즈 계획은 살류트 계획에 통합되었다.

### 아폴로-소유스 시험 계획
텔레비전 시청자의 대부분은 우주 개발 경쟁이 아폴로 11호에서 절정에 다다랐거나 종결되었다고 느꼈고, 이후 아폴로 계획은 급속히 관심을 잃어갔다. 미국에서 국민의 무관심에 의해 우주 개발 경쟁의 동기는 희미해졌고, 경쟁도 완만해져서, 이후 아폴로 계획 후반부와 아폴로 응용 계획은 중지되었다.
다른 경우, 예를 들어 우주개발사학자 캐롤 스코트(Carole Scott)와 루마니아의 플로린 팝(Florin Pop) 박사의 냉전 연구 등에 따르면, 우주 개발 경쟁의 더 명백한 끝은 1975년 미·소 공동 계획인 아폴로-소유스 시험 계획이라고 여겨진다. 미국의 아폴로 18호와 소비에트 연방의 소유스 19호가 우주 공간에서 랑데부하여 도킹하고, "적국"의 우주 비행사를 서로의 우주선 안으로 불러, 공동으로 과학 실험을 실시했다. 두 나라는 각각의 우주 개발을 고집하고 있었지만, 서로 크게 다른 분야에 방향을 바꿔갔고, 아폴로-소유스 계획 이후 두 강대국의 "경쟁"의 지속에 주목하는 것은 시대에 뒤떨어진 생각이 되었다.

### 전략방위구상(SDI)과 소련 붕괴
미·소간의 공동 계획이 진행되는 시점에 소비에트 연방 지도부는, 우주왕복선 계획에 미국 공군이 참여하려 하자, 우주왕복선 계획이 부란 우주왕복선과 에네르기아의 계획과 경쟁 관계에 있다고 경고했다. 1980년대 초반에 긴장 완화가 종결되고 다시 냉전이 치열해질 무렵, 미국의 로널드 레이건 정부가 발표한 미사일 요격 시스템인 전략 방위 구상(SDI)을 시작으로 우주 무기 개발 경쟁은 일시적으로 강화되었지만, 이것은 양국의 경제를 압박하였고, 1989년 공산권 붕괴와 1991년 소비에트 연방의 붕괴를 가속하는 결과를 불러왔다.

## 경쟁에 관련된 조직, 예산, 경제효과
우주 개발을 성공적으로 성립시키기 위해서는 거액의 비용과 많은 인원이 필요하다는 인식에서, 국가적인 우주 개발 기관이 설립되었다. 미국과 소비에트 연방은 우주 개발을 위한 과학적, 산업적 요구에 부응하기 위해 세운 계획을 각각 발표했다.

### 미국의 NASA 창설

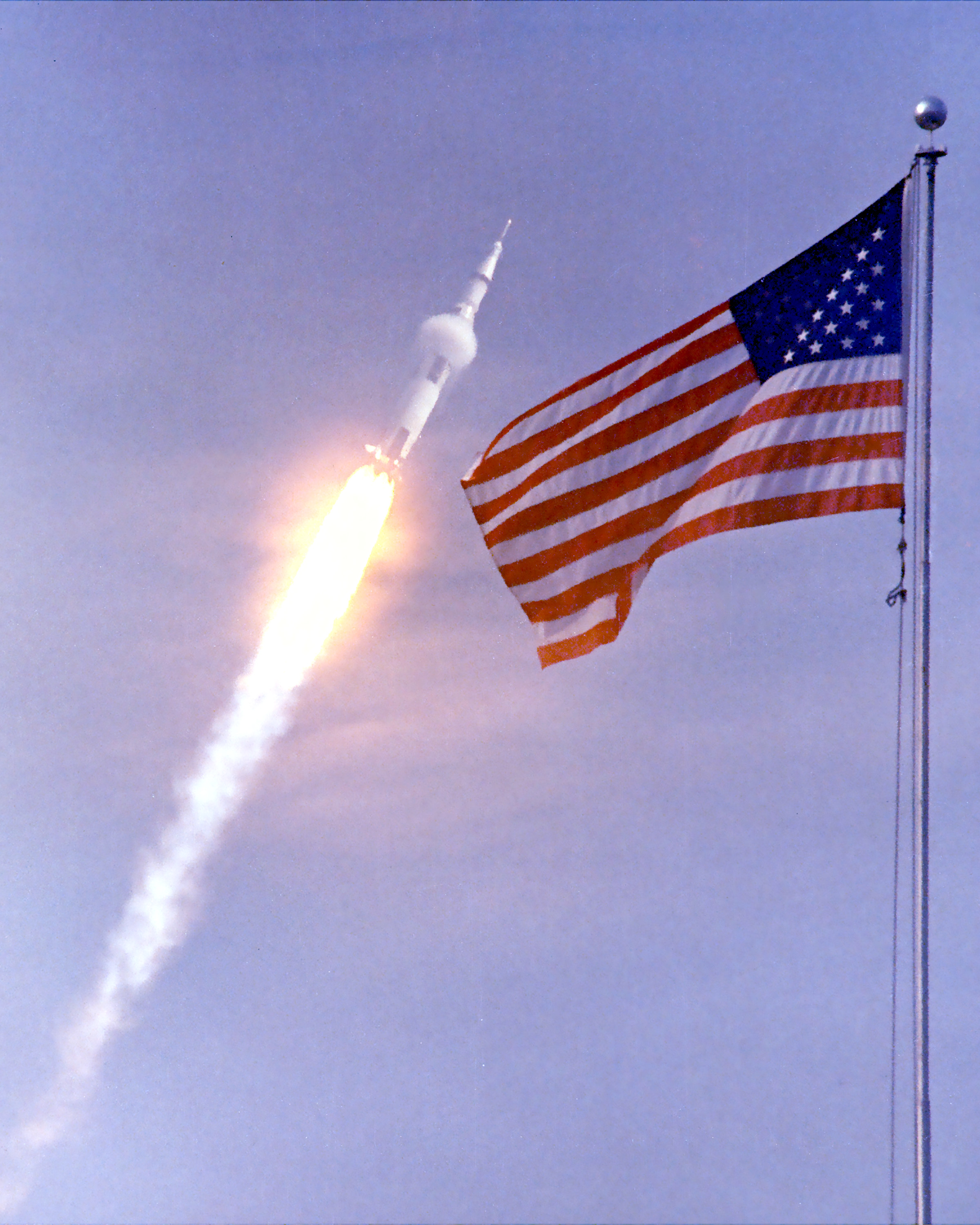
아폴로 11호 발사

처음에 미국의 우주 개발은 군 주도로 이루어졌지만, 로켓을 대포의 연장으로 생각한 육군과 기상 관측을 위한 위성을 쏘아올릴 수단으로 생각한 해군, 하늘을 나는 로켓이므로 항공 분야에 해당된다는 공군이 각각 주도권을 주장하고 양보하지 않아 혼란스러웠다. 육군의 익스플로러 1호와 해군의 뱅가드 1호 중 어느 것을 먼저 발사할지에 대해서도 의견 차이가 있, 그 사이에 소비에트 연방의 스푸트니크에 추월당하는 꼴이 되었다.
1958년 7월 29일, 아이젠하워 대통령은 국가항공우주법(National Aeronautics and Space Act of 1958)에 서명하고, 정부와 공군, 해군, 육군 연구 기관을 통합한 미국 항공우주국(NASA)이 발족했다. 1958년 10월 1일의 업무 개시 시점에서 NASA는 주로 46년간 미국의 항공기술개발에 관여해온 미국 항공 자문위원회(NACA: National Advisory Committee for Aeronautics)에서 인수한 4개의 연구소와 8천명의 직원으로 이루어져있었다. 전신인 NACA는 연간 500만 달러의 예산으로 활동했지만, NASA의 예산은 증가가 가속되었고, 하청을 받는 민간 계약자에게 지불할 금액도 연간 50억 달러 이상에 달했다. NASA의 성공이 정점에 달한 아폴로 11호의 달 왕복은 200억~250억 달러가 소요되었다고 추정된다.

### 소비에트 연방의 예산 부족과 조직 난립
신뢰할 수 있는 통계가 없기 때문에, 특히 흐루쇼프의 시기에 대해서는 불분명한 점이 많기 때문에, 미국과 소비에트 연방의 우주 예산을 비교하는 것은 어렵다. 그러나 1989년 당시 소비에트 군 참모총장이던 미하일 알렉세이비치 모이세프는 소비에트 연방이 우주 계획에 연간 69억 루블(40억 달러)을 배정했다고 말했다. 다른 소비에트 연방 정부 관계자는 연간 45억 루블이라는 보다 싼 견적을 주장하기도 했다. 이런식으로 소비에트 연방의 사용 금액을 알기 어려운데다, 미국과의 예산 비교에서 소비에트 연방을 선전하고, 서방의 분석가를 혼란시키려는 목적을 고려해야한다. 실제로는 윤택한 예산을 속였을 가능성도 있다.
소비에트 연방의 우주 개발을 위한 노력에 걸림돌이 된 것은, 예산 뿐만이 아니라 내부 연구기관끼리의 분쟁도 있었다. 소비에트 연방은 NASA와 같은 통일적인 조직이 아니라(러시아 연방 우주국이 출범한 것은 1990년대다.), 과학 기술 분야의 정치적 문제와 개인간의 문제가 너무 많았기 때문에 소비에트 연방의 전진이 방해되었다. 소비에트 연방의 수석개발자(수석 디자이너)들은 각 설계국이 있고, 각각 자신의 아이디어를 가지고 소비에트 연방 공산당의 수뇌부에 개인적인 지원을 요청했다. 1963년 시점에서, 수석개발자들은 다양한 계획을 난립하였고, 소비에트 연방은 설계의도가 다른 우주선이나 로켓 30여개의 계획을 별도로 진행하고 있었다. 독창적인 연구자인 코롤료프가 1966년에 죽은 뒤, 소비에트 연방의 우주 계획은 미국의 우주 계획에 흔들리기 쉬웠고, 비슷한 수준을 유지하는데 뜻을 두게 되었다. 예를 들어 1974년에, 소비에트 연방은 우주 계획을 재편성하고, 미국의 우주왕복선의 복제품 같은 부란 우주왕복선에 의한 에네르기아 계획을 시작했다.
소비에트 연방은 경제적인 불리함을 직면하면서 우주 개발을 진행하여야 하였다. 소비에트 연방의 경제는 세계에서 두 번째로 큰 규모였지만, 미국의 경제는 세계 최대였다. 소비에트 연방의 우주 계획은 예산 부족과 효율적이지 않은 부서에 예산이 분산되어 낭비된 것 때문에, 예산을 집중시켜 실현한 우주 개발 초기의 우위를 잃어갔다. 소비에트 연방의 연구자 중에는 우주 개발 경쟁의 고비용과 군비 경쟁의 극단적인 고비용이 맞물려서, 1970년대 말부터 1980년대까지 소비에트 연방의 경제 위기를 심화시켰고, 그것이 소비에트 연방의 붕괴로 이어졌다고 주장하는 사람도 있다.

## 우주 개발의 희생
유인 우주비행은 국위선양의 성격이 강하고, 그 위험성과 비싼 비용에 비해 얻을 수 있는 이득이 적다. 그것은 2003년에 중국이 세계에서 세 번째로 유인 로켓 발사에 성공할 때까지 ESA와 일본이 뒤따라 유인 로켓을 발사하지 않은 이유다.

### 우주비행사
미국의 아폴로 15호 달 착륙선이 달에서 떠날 때, 우주비행사들은 인류가 달에 도달할 때까지 희생되었던 미·소 양국의 우주비행사들의 기념비를 달에 남겨두었다.
미국에서 우주비행이나 그 준비 과정에서 직접 희생된 우주비행사는 아폴로 1호의 거스 그리섬, 에드워드 화이트, 로저 채피가 최초였다. 그들은 1967년 1월 27일, 지상훈련 중에서 사령선이 화재에 휘말려 사망했다.
소비에트 연방에서는 소유스 1호와 소유스 11호에서 희생자가 나왔다. 1967년 4월 23일에 발사된 소유스 1호는 블라디미르 코마로프 대령이 조종하고 있었지만, 대기권 재돌입 후 낙하산이 열리지 않아 캡슐이 지표면에 충돌하여 희생되었다. 1971년 소유스 11호에 탑승한 세 비행사인 게오르기 도브로볼스키, 블라디슬라프 볼코프, 빅토르 파차예프는 우주 정거장인 살류트 1호에 도킹하여 탑승하는데 성공하는 쾌거를 이루었으나, 지구로 귀환하는 과정에서 공기 누출 사고가 일어나 세 명 모두 희생되었다.
미국과 소비에트 연방의 우주 경쟁이 일단락된 뒤에 운행을 시작한 우주왕복선은 1986년 1월 28일에는 챌린저 호가, 2003년 2월 1일에는 콜롬비아 호가 사고를 일으켜 각각 일곱 명이 희생되었다.
기타 훈련 중에 사망한 비행사도 있다. 예를 들어 T-28 훈련기의 사고로 네 명의 비행사가 사망했다. 유리 가가린도 1968년 훈련 중에 MiG-15의 추락으로 사망했다.
아폴로 13호나 여러 소유스 우주선, 미르와 프로그레스 우주선의 충돌 등, 조금만 잘못되었더라도 사망자가 나왔을 사고도 여러 번 일어났다.

### 그 외의 인명피해
발사용 로켓의 폭발 등으로 지상의 직원이나 인근 주민에서 사상자가 나온 적도 있다. 1960년 R-16 로켓의 폭발사고로 일어난 네델린 참사와 1996년 창정 로켓의 추락사고는 특히 피해가 컸고, 각각 수백명의 희생자가 나왔다고 전해지지만, 자세한 내용은 밝혀지지 않았다.

### 양국의 재정 및 경제
양국이 각자의 위신을 걸었던 우주 경쟁은 인류 역사에 빛나는 성과를 남기는 한편, 양국의 재정에 큰 부담을 가져왔다. 물론 그 대가를 치른 것은 일반 국민들이었다.
특히 소비에트 연방은 우주 개발과 군사 관련 생산을 우선시한 결과 경제가 피폐해졌다. 그로 인해 일반 국민들에게 필요한 생활물자가 부족한 상황에 빠져버렸다.
그러나 소비에트 연방의 소비재부족을 우주개발에 돌리는것은 터무니없는 주장이다. 소비에트 연방의 소비재부족문제는 우주개발같은 첨단산업때문이 아니라, 국가의 경제개발목표가 경공업 신장보다는 중공업 신장에 더 무게를 두었기 때문에 발생한 것이다.

## 우주 경쟁의 유산 및 기술과 교육의 진보
우주 경쟁을 통해 과학기술, 특히 항공기술과 통신기술의 커다란 진보를 이루었다. 그러나 우주 경쟁의 효과는 로켓, 물리학, 천문학과 그보다 넓은 범위까지 이르고 있어, 우주 시대의 기술은 가정용품에서 고엽제에 이르기까지 다양한 분야에 응용되고 있다. 또한 경쟁에 이기기 위한 미국의 정책에 따라, 학교에서의 과학교육에도 큰 변화가 이루어졌다.
미국이 처음에 세웠던 우주 경쟁 계획은 순식간에 소비에트 연방의 뒤를 쫓아가자는 것으로, 뒤쳐졌다는 생각은 학교 교육에서 수학과 물리에 중점을 두어야한다는 국회의원과 교육자들의 운동에 의해 곧바로 현실에 반영되었다. 1958년에 국방교육법(National Defense Education Act)이 제정되어 초등학교부터 대학원에 이르기까지 수학과 물리 교육을 충실히 하기 위한 예산이 크게 확충되었다.
이러한 교육 정책으로 성장한 과학자들은 우주 개발 기술 연구에 종사하여 많은 성과를 낳았다. 또한 이렇게 만들어진 기술은 부엌용품에서 스포츠용품, 가전제품에도 적용되고있다. 건조식품, 즉석식품, 흐림 방지 스키 고글 등의 제품도 우주 개발에 뿌리를 두고 있다. 마이크로 기술도 원래는 우주 개발 경쟁에 따른 연구에 의해 발전이 가속화되었지만, 시간측정에서부터 휴대용 음악 재생기에 이르기까지 산업 및 일상생활의 모든 분야에 혜택을 주고 있다.
오늘날에는 1천개 이상의 인공위성이 지구궤도를 돌고있고, 위성방송과 통신 데이터 중계, 기상, 식물 및 사람의 움직임 같은 데이터를 지상에 전송하는 등의 역할을 하고 있다.
미국은 이렇게 전자공학, 원격제어, 차량유도, 로봇제어의 선두주자가 되었다. 또한 소비에트 연방은 냉전이 끝난 뒤에도 로켓 기술 분야의 선두주자로 남게 되었다.

## 우주 경쟁의 재래
미·소 우주 경쟁이 종료되고 오랜 기간동안 우주 개발의 진도는 완만하게 진행되었지만, 전진은 계속되고 있다. 미국은 가가린의 유인 비행으로부터 20년 뒤인 1981년 4월 12일, 처음으로 재사용이 가능한 우주왕복선을 발사했다. 1988년 11월 15일, 소비에트 연방은 최초이자 유일하게 재사용이 가능한 무인왕복선인 부란 우주왕복선을 쏘아올렸다. 아시아와 유럽의 여러 국가들도 탐사선이나 인공위성, 우주 망원경을 발사하고 있다.

### 유럽과 러시아
20세기 말, 유럽 우주국(ESA)은 아리안 4호로 상용 로켓 분야에서 미국의 선두자리를 빼앗아, NASA와 무인 우주 탐사 분야에서 경쟁을 시작한 것으로 두 번째 우주 경쟁이 시작되었다. ESA의 우주개발에 대한 의욕은 2030년까지 화성에 인류를 보내는 목표를 향해, 달과 화성에 대한 다양한 유·무인 탐사 사업을 실시하는 오로라 계획과 같은 야심찬 계획에서 절정에 달했다. ESA는 2005년에 러시아와 손잡고 2011년 발사 예정인 무인 화성 탐사선 엑소마스 계획을 추진하고 있다.
이에 대해서 미국의 조지 W. 부시 대통령은 2004년 새로운 유인 우주선인 오리온 우주선 건조 및 미션의 대략적인 일정을 발표했다. 우주왕복선 퇴역 후의 국제 우주 정거장에 인원 운송을 위해서 한층 더 달 유인비행 계획과 2030년까지의 화성 착륙 계획도 검토되고 있다. 이렇게 화성에 대해서 여러 우주기관이 같은 계획을 갖게 되었다.
또한 러시아 연방 우주국은 미국의 오리온에 대항하는 소유스 후계기인 클리퍼 우주선을 개발하여, 아직 계획중인 오리온보다 빠른 2011년 발사를 목표로 하면서 ESA도 공동출자나 공동개발 여부를 검토하고 있다. 클리퍼에 대해서는 일본 우주항공연구개발기구(JAXA)도 참가를 희망하고 있다.

### 일본
1990년대 초반까지는 사용위성과 로켓 등 실용위성 운용에 참가하는데 적극적이었다. 그러나 위성의 국제조달을 요구하는 미일통상협의에서, 사실상 미국의 위성을 수입하는 것을 의무화한 미일합의로 좌절당했었다. 우주 개발에는 막대한 비용이 들기 때문에 우주 산업이 성숙단계를 맞이할 때까지의 국가적 수요가 예상되지 않으면 국내의 우주 산업 발전은 밀려버리게 된다.
그래도 일본의 우주 개발은 순조롭게 진행되어, 달탐사 위성인 가구야가 활약했으며, 이온 엔진의 장기 가동 시범과 소행성 탐사를 목표로 개발된 하야부사로 소행성의 샘플 채집에 성공했다. 다른 천체 탐사는 하야부사2나 베피콜롬보 등의 발사가 예정되어있다. 또한 국제 우주 정거장의 보급선인 HTV나 H-IIB가 발사되었고, 미국의 우주왕복선이 은퇴한 뒤에는 최대의 보급선이 될 예정이다. 유인 우주 비행에는 적극적이지 않지만 HOPE-X라는 일본판 우주왕복선 계획이 있고, 현재도 스페이스플레인이라는 이름으로 연구가 진행 중이다.
이전의 우주 개발에서 이루어지지 않았던 첩보 위성인 IGS 위성도 발사하여 현재 4기를 운영하고 있으며, 우주를 안전보장 목적으로 이용할 수 있도록 법률을 변경하였다. 최근에는 미국 뿐만 아니라 유럽의 우주 기관들과도 협력하는 모습을 보인다.

### 중국, 인도
중국과 인도는 NASA나 ESA같은 협력자 없이 우주 개발을 진행하고 있다.
특히 중국의 경우 중국국가항천국의 유인 우주선 계획인 선저우 계획을 추진하여, 선저우 5호와 선저우 6호가 유인 비행을 성공시켰다. 유인 우주선 성공 국가로는 세 번째고, 인공위성 발사에서는 다섯 번째다. 2007년에는 위성 파괴 실험을 실시하여 우주 군비 경쟁을 유발하려고 하였으며, 자체 우주 정거장 계획, 무인 달 탐사 계획인 창어 계획, 달과 화성에 대한 유인 탐사 계획도 예정중이다.
인도는 인도우주연구기구에 의한 우주 개발을 진행하여, 2007년에 이탈리아의 천문 관측 위성을 발사한 것을 시작으로 2008년 4월에 지구관측위성 2기와 일본의 소형위성 2기를 포함한 세계 5개국의 총 10기의 위성을 탑재한 PSLV-C9를 사티시 다완 우주 센터에서 발사하여 한 번에 발사한 위성 숫자의 최고치를 기록하였고, 상용위성 사업 참가에 적극적이다. 또한 2008년에는 무인 달 탐사선인 찬드라얀 1호를 발사하고 단독으로 유인 우주 비행을 계획하는 등, 빠르게 중국을 따라가고 있다.

### 한국, 브라질, 이란
한국, 브라질, 이란 등도 외국 기술을 도입하면서 자체 개발 로켓으로 위성을 발사하는 것을 목표로 하고있다.
한국은 이미 위성 개발 능력이 있고, 2009년과 2010년에 안가라 로켓의 1단계 추진체를 기반으로한 나로호를 발사했지만 실패했고, 2013년 성공했다.
또한 자체개발로켓인 누리호를 개발하였고 발사에 성공했다.
브라질은 1997년, 1999년, 2003년에 자체 개발 로켓으로 위성 발사를 시도했지만 모두 실패했다.
이란은 2007년 2월과 2008년 2월에 로켓 발사 실험에 성공하여, 2009년 2월에 오미드 위성을 발사하는데 성공했다. 여기에 사용된 로켓은 1998년에 개발한 장거리 탄도 미사일인 샤하브 3호의 개량형일 가능성이 높다.

### 민간 우주 개발 경쟁
국가규모가 아니라 민간규모에서의 우주 경쟁도 일어나고 있다. 초기의 민간 우주 경쟁은 위성궤도에 관광객을 보내는 우주 여행을 둘러싸고 이루어졌다. 2001년 4월 28일에 미국인 사업가 데니스 티토는 2천만 달러의 비용을 지불하고 러시아의 소유스 TM-32를 타고 국제 우주 정거장을 방문하여, 사상 최초로 전액을 자기 부담으로 한 우주 관광객이 탄생하여 세계를 놀라게 했다.
탄도 비행을 포함한 민간 유인 우주선 발사를 장려하기 위해 1천만 달러의 상금을 건 안사리 X 상은 민간기업간의 새로운 우주 경쟁에 대한 기대를 높였다. 2004년 10월 스페이스십원이 고도 100km의 유인 비행에 성공하여, 민간 최초의 유인 우주선이 상금을 손에 넣었다. 2004년 버진 그룹을 이끄는 영국 사업가 리처드 브랜슨은 우주여행사 버진 갤럭틱의 설립을 발표하여, 스페이스십원의 기술공여를 받아 2008년까지 승객을 태우고 탄도 비행을 계획하고 있다.

### 인공위성 발사 실적
위성을 자력으로 발사한 실적이 있는 나라는 많지 않다. 발사 순서대로 소비에트 연방, 미국, 프랑스, 일본, 중국, 영국, 인도, 이스라엘, 이란의 9개국이다(2009년 2월 기준). 기타 국제기구 및 다국적 기업도 위성을 바라하고 있다. 카자흐스탄은 로켓과 위성 개발 기술과 발사장을 보유하고 있고, 우크라이나는 발사장은 없지만 로켓과 위성 개발 기술이 있다.
전 세계의 위성 발사 총 개수는 2006년 12월말 기준으로 5736개로, 독립 국가 연합과 미국의 위성이 88%를 차지한다.

## 같이 보기
- 우주 개발
- 로켓 미사일 기술 연표
- 달 착륙
- 인공위성
- 우주 경쟁의 연표

### 미국
- 미국의 우주 개발
- 미국 항공 우주국
- 타이탄 로켓
- 머큐리 계획
- 제미니 계획
- 아폴로 계획

### 소비에트 연방
- 소비에트 연방의 우주 개발
- 스푸트니크 계획
- 보스토크 계획
- 보스호트 계획
- 소유스 계획

## 참고 문헌
- An Unfinished Life: John F. Kennedy, 1917-1963, Robert Dallek (2003). ISBN 0-316-17238-3
- Arrows to the Moon: Avro's Engineers and the Space Race , Chris Gainor (2001). ISBN 1-896522-83-1
- Fallen Astronauts: Heroes Who Died Reaching for the Moon, Colin Burgess, Kate Doolan, Bert Vis (2003). ISBN 0-8032-6212-4
- Light This Candle : The Life & Times of Alan Shepard--America's First Spaceman, Neal Thompson (2004). ISBN 0-609-61001-5
- The New Columbia Encyclopedia, Col.Univ.Press (1975).
- The Right Stuff, Tom Wolfe (pbk ed. 2001). ISBN 0-553-38135-0 ISBN 0-613-91667-0
- Russia in Space: The Failed Frontier?, Brian Harvey (2001). ISBN 1-85233-203-4
- The Soviet Space Race With Apollo, Asif A. Siddiqi (2003). ISBN 0-8130-2628-8
- Soyuz: A Universal Spacecraft, Rex Hall, David J. Shayler (2003). ISBN 1-85233-657-9
- Space for Women: A History of Women With the Right Stuff, Pamela Freni (2002). ISBN 1-931643-12-1
- Space Exploration, Carole Scott, Eyewitness Books, 1997
- Sputnik and the Soviet Space Challenge, Asif A. Siddiqi (2003). ISBN 0-8130-2627-X
- Stages to Saturn: A Technological History of the Apollo/Saturn Launch Vehicles, Roger E. Bilstein (2003). ISBN 0-8130-2691-1
- Yeager: An Autobiography, Chuck Yeager (1986). ISBN 0-553-25674-2